# سيفيرين كانيل
سيفيرين كانيل (مواليد 10 مايو 1974) هي ممثلة سينمائية بلجيكية فازت بجائزة أفضل ممثلة في مهرجان كان السينمائي 1999 عن دورها دومينو في فيلم إنسانية.

## فيلموغرافيا
- 1999: الإنسانية من إخراج برونو دومون في دور دومينو
- 2002: قطعة من السماء من إخراج بنديكت لينارد في دور جوانا
- 2004: عندما يرتفع البحر... من إخراج يولاند مورو وجيل بورت في دور الخادمة
- 2004: لولا المقدسة من إخراج برتراند تافيرنييه في دور باتريشيا
- 2017: رودان من إخراج جاك دويون في دور روز بوريه

## روابط خارجية
- سيفيرين كانيل في قاعدة بيانات الأفلام على الإنترنت